# Sandra Smisek
Sandra Smisek, Spitzname Smi (* 3. Juli 1977 in Frankfurt am Main), ist eine ehemalige deutsche Fußballspielerin. Die Offensivspielerin war mit dem FSV Frankfurt und dem 1. FFC Frankfurt mehrfache deutsche Meisterin und Pokalsiegerin. Mit der deutschen Nationalmannschaft wurde sie Welt- und Europameisterin.

## Werdegang
Smisek begann ihre Karriere beim FC Kalbach im Frankfurter Norden, wo sie bis zur C-Jugend in einer Jungenmannschaft spielte. Da sie den Wechsel in eine Mädchenmannschaft, der gemäß den Regelungen des hessischen Verbandes anschließend nötig gewesen wäre, ablehnte, hörte sie mit dem Fußballspielen auf. Als Monika Staab, damals Trainerin der SG Praunheim (heute: 1. FFC Frankfurt), versuchte, Smisek zu ihrem Verein zu lotsen, flüchtete jene aus der elterlichen Wohnung.
Einige Zeit später fand Smisek aber zurück zum Fußball: Aufgrund einer gegen ihren Vater verlorenen Wette absolvierte sie ein Probetraining bei der Frauenmannschaft des FSV Frankfurt. Dort traf sie auf die gleichaltrige Birgit Prinz, mit der sie bis 1998 eines der torgefährlichsten Sturmduos der Bundesliga bildete, mannschaftsintern humorvoll „Keks (Prinz) und Krümel (Smisek)“ genannt. Mit dem FSV wurde Smisek jeweils zweimal deutsche Meisterin (1995, 1998) und Pokalsiegerin (1995, 1996), sowie einmal Hallenpokalsiegerin (1995). In der Saison 1995/96 wurde sie mit 29 Saisontoren als bis dato jüngste Spielerin Torschützenkönigin.
1998 wechselte Smisek zum FCR Duisburg 55, mit dem sie im Jahr 2000 Meisterin und Hallenpokalsiegerin wurde. Nach drei Jahren kehrte sie zum FSV Frankfurt zurück. Mit dem FSV konnte sie keine weiteren Titel sammeln und war quasi der einzige Star einer ansonsten durchschnittlichen Bundesligamannschaft. Im Januar 2005 stand sie vor einem Wechsel zum 1. FFC Turbine Potsdam. Ihre bereits erteilte Zusage widerrief sie allerdings und spielte weiter für den FSV. Im folgenden Sommer wechselte Smisek nach internen Querelen beim FSV jedoch zum Lokalrivalen 1. FFC Frankfurt. Mit dem 1. FFC erlebte sie ihre sportlich erfolgreichste Zeit: Sie gewann 2006 und 2008 den UEFA Women’s Cup, zweimal die deutsche Meisterschaft (2007, 2008), dreimal den DFB-Pokal (2007, 2008, 2011) sowie zweimal den DFB-Hallenpokal (2006, 2007).
Mit der Nationalmannschaft wurde Smisek 1997, 2001 und 2005 Europameisterin, 1995 Vize-Weltmeisterin, 2003 und 2007 Weltmeisterin. Ihr erstes Länderspiel bestritt sie am 13. April 1995 gegen Polen. Smisek wurde für Patrizia Brocker eingewechselt und erzielte prompt ihr erstes Länderspieltor. Ferner gewann sie bei den Olympischen Spielen 2008 in Peking die Bronzemedaille.
Am 1. Oktober 2008 gab Smisek ihren Abschied von der Nationalmannschaft im EM-Qualifikationsspiel Deutschland gegen die Schweiz.
Im Mai 2013 gab Smisek bekannt, dass ihr Vertrag in Frankfurt nicht verlängert wird. Sie entschied sich gegen einen neuen Verein und beendete ihre Karriere.

## Erfolge
- Weltmeisterin 2003, 2007
- Vizeweltmeisterin 1995
- Europameisterin 1997, 2001, 2005
- UEFA-Women’s-Cup-Siegerin 2006, 2008
- Deutsche Meisterin 1995, 1998, 2000, 2007, 2008
- DFB-Pokalsiegerin 1995, 1996, 2007, 2008, 2011
- DFB-Hallenpokalsiegerin 1995, 2000, 2006, 2007
- Torschützenkönigin der Bundesliga 1996
- Olympische Bronzemedaille 2008
- Nordic-Cup-Siegerin 1995
- Super-Cup-Siegerin 1995
- Algarve-Cup-Siegerin 2006

## Ausbildung und Trivia
Smisek ist gelernte Bürokauffrau. Ihre Ausbildung absolvierte sie bei den Kickers Offenbach. Mittlerweile arbeitet sie bei der Polizei und ist zurzeit Polizeioberkommissarin.